# Titularbistum Tubulbaca
Tubulbaca war eine antike Stadt in der römischen Provinz Byzacena bzw. Africa proconsularis in der Sahelregion von Tunesien.
Tubulbaca ist ein ehemaliges Bistum der römisch-katholischen Kirche und heute ein Titularbistum.
| Titularbischöfe von Tubulbaca |                           |                                             |                  |                  |
| Nr.                           | Name                      | Amt                                         | von              | bis              |
| 1                             | Pierre Samain             | Weihbischof in Tournai (Belgien)            | 31. Mai 1967     | 28. Februar 1984 |
| 2                             | Augustine Cheong Myong-jo | Koadjutorbischof von Busan (Republik Korea) | 23. Oktober 1989 | 5. November 1998 |
| 3                             | Denis Theurillat          | Weihbischof in Basel (Schweiz)              | 17. April 2000   |                  |